# Duo Duo
Duo Duo är författarnamnet för den kinesiske poeten Li Shizheng (栗世征), född 1951. Han är en av de främsta företrädarna för den modernistiska så kallade "dunkla poesin". År 2010 tilldelades han Neustadtpriset.

## Biografi
Duo Duo föddes i Peking, Kina. Som ung under kulturrevolutionen skickades han till landsbygden i Baiyangdian (白洋淀), där han började läsa och skriva poesi. Flera av hans skolkamrater skulle också bli kända som medlemmar av den underjordiska poesirörelsen kallad den "dunkla poesin" av myndigheterna: Bei Dao, Gu Cheng och Mang Ke.
Duo Duo tidiga dikter är korta och elliptiska och i vissa finns politiska referenser. I hans tidiga dikter finns det många intertextuella länkar till västerländska poeter som Charles Baudelaire, Marina Tsvetajeva och Sylvia Plath. Hans stil genomgick en förskjutning i mitten av 1980-talet till längre, mer filosofisk poesi. I motsats till Bei Daos korthuggna bildspråk skrev Duo Duo längre, mer flödande poesi med tonvikt på ljud och retorik. Några av hans dikter gränsar till essäistik, som Lektioner från 1984, också översatt som Instruktion (诲教), vilken talade till Kinas "förlorade generation" på samma sätt som Bei Daos dikt Svar.
1989 var Duo Duo vittne till protesterna på Himmelska fridens torg. Av en tillfällighet var han den 4 juni bokad på ett plan till London för en poesiuppläsning på British Museum. Han levde därefter i många år i Storbritannien, Kanada och Nederländerna. Hans poetiska språk genomgick där en förändring med teman som exil och rotlöshet. I avsaknad av en kinesisktalande omgivning började Duo Duo att använda det kinesiska språket på ett mer självmedvetet sätt. Ibland är hans dikter på gränsen till det ogenomträngliga men ändå mycket effektiva, till exempel dikten Betraktar havet (看海).
2004 återvände Duo Duo till Kina från Nederländerna där han hedrades både av en yngre generation poeter och fick en litterär upprättelse. Han undervisar nu på universitetet i Hainan, där den kinesiska poeten Su Dongpo (Su Shi, 1037–1101) en gång sattes i exil av de kinesiska myndigheterna.